# Стратегічні об'єкти НАТО в Європі
Стратегічні об'єкти НАТО — це різного роду формування (в тому числі збройні) та органи військового управління Організації Північноатлантичного договору, що розташовані на території країн-учасниць Альянсу.
Нижче представлено список об'єктів стратегічного призначення НАТО у Європі, держави яких розмістили ці контингенти відповідно до міжнародних договорів та угод Північноатлантичного альянсу.
У таблиці представлені великі адміністративно-промислові та військові об'єкти НАТО. До них належать: ракетні позиції, авіаційні бази та аеродроми, військово-морські бази і порти, склади ядерної зброї, командні пункти та штаби, а також об'єкти органів влади і управління, великі адміністративно-політичні, промислові центри і енергетичні вузли Альянсу.

## Список об'єктів
| Позиція | Назва міста       | Країна     | Стратегічний об'єкт                                                              | Зображення |
| ------- | ----------------- | ---------- | -------------------------------------------------------------------------------- | ---------- |
| 1       | Капеллен          | Люксембург | штаб-квартира Агентства НАТО з питань обслуговування та забезпечення             |            |
| 2       | Глонс             | Бельгія    | центр НАТО з програмування                                                       |            |
| 3       | Рамштайн-Мізенбах | Німеччина  | командний центр НАТО / штаб-квартира ВПС НАТО                                    |            |
| 4       | Гайленкірхен      | Німеччина  | база ВПС НАТО                                                                    |            |
| 5       | Хадерслев         | Данія      | база військових навчань НАТО                                                     |            |
| 6       | Монс              | Бельгія    | штаб-квартира ОВС НАТО в Європі                                                  |            |
| 7       | Червія            | Італія     | база ВПС НАТО                                                                    |            |
| 8       | Кальярі           | Італія     | військовий навчальний центр НАТО                                                 |            |
| 9       | Авіано            | Італія     | база ВПС НАТО                                                                    |            |
| 10      | Гаета             | Італія     | база військово-морських сил НАТО                                                 |            |
| 11      | Санто-Стефано     | Італія     | навчальний центр військово-морських сил НАТО                                     |            |
| 12      | Брюнсюм           | Нідерланди | штаб-квартира НАТО з міжнародних питань та питань сприяння безпеці в Афганістані |            |
| 13      | Праццо            | Італія     | навчальний центр зі спеціальної гірської підготовки НАТО                         |            |
| 14      | Тронгеймфйорд     | Норвегія   | база ВПС НАТО                                                                    |            |
| 15      | Ельверум          | Норвегія   | центр військових навчань НАТО Terningmoen                                        |            |
| 16      | Буде              | Норвегія   | база ВПС НАТО                                                                    |            |
| 17      | Ставангер         | Норвегія   | штаб-квартира координаційного центру НАТО                                        |            |
| 18      | Оейраш            | Португалія | штаб-квартира ОВС НАТО                                                           |            |
| 19      | Неаполь           | Італія     | штаб-квартира ОВС НАТО                                                           |            |
| 20      | Прая-да-Віторія   | Португалія | база ВПС НАТО                                                                    |            |
| 21      | Адана             | Туреччина  | база ВПС НАТО                                                                    |            |
| 22      | Сува-Река         | Косово     | військова база Касабланка                                                        |            |
| 23      | Торрехон          | Іспанія    | база ВПС НАТО                                                                    |            |
| 24      | Папа              | Угорщина   | резервна база НАТО                                                               |            |
| 25      | Ново Село         | Болгарія   | військовий полігон НАТО                                                          |            |
| 26      | Гар'юмаа          | Естонія    | база ВПС НАТО                                                                    |            |
| 27      | Лієпая            | Латвія     | база військово-морських сил НАТО                                                 |            |
| 28      | Фетешть           | Румунія    | база ВПС НАТО                                                                    |            |
| 29      | Брюссель          | Бельгія    | штаб-квартира НАТО                                                               |            |
| 30      | Пірей             | Греція     | координаційний центр стратегічних морських перевезень НАТО                       |            |
| 31      | Крит              | Греція     | ракетний полігон НАТО                                                            |            |
| 32      | Таллін            | Естонія    | Об'єднаний центр передових технологій з кібероборони НАТО                        |            |
| 33      | Гаага             | Нідерланди | центр консультацій, командування та управління НАТО                              |            |
| 34      | Обераммергау      | Німеччина  | школа НАТО                                                                       |            |
| 35      | Бидгощ            | Польща     | Загальновидовий центр бойової підготовки ОЗС НАТО                                |            |